# Bor (Turks district)
Bor is een Turks district in de provincie Niğde en telt 59.873 inwoners (2007). Het district heeft een oppervlakte van 1268,9 km². Hoofdplaats is Bor.
De bevolkingsontwikkeling van het district is weergegeven in onderstaande tabel.
| 1997   | 2000   | 2007   |
| ------ | ------ | ------ |
| 65.965 | 63.020 | 59.873 |